# 民意乡 (五常市)
民意乡是中国黑龙江省哈尔滨市五常市下辖的一个乡。

## 行政区划
现辖：
九合村、前进村、勇进村、中发村、褚家村、黎明村、草庙村和明华村。